# Jean Marie Nguema Ndong
 (avril 2020).
Jean-Marie Nguema Ndong est un homme politique gabonais, député RPG du département du Haut Como (Canton Mbei) à Médouneu, dans la province du Woleu-Ntem au Gabon.

## Biographie
Décédé le 28 novembre 2019, Jean Marie Nguema Ndong est un homme politicien Gabonais. Après des études au collège Bessieux, il part étudier en France à Rennes. De retour au Gabon dans les années 90, il occupe des fonctions à hautes responsabilités au ministère des finances, dans le département des contributions directes et indirectes.
Arrivé à l'âge de la retraite il s'engage dans le combat politique en vue du développement de sa circonscription et par extension de sa province. Il est devient député et vice-président de l'Assemblée nationale du Gabon.